# Dobrovodské zelí
Dobrovodské zelí je jednak souhrnný název pro 3 odrůdy hlávkového zelí vyšlechtěné v obci Dobrá Voda u Hořic a jednak označení kysaného zelí, které je z těchto odrůd vyráběno a řadí se mezi tradiční regionální produkty jako např. Malínský křen nebo Znojemské okurky.

## Historie
Dobrovodské zelí bylo vyšlechtěno roku 1939 na Vyšší hospodářské škole v Hořicích dobrovodským rodákem, známým šlechtitelem zeleniny Jaroslavem Pourem (24. 11. 1914 –  23. 11. 1995). Ve stejném roce byly registrovány dvě odrůdy bílého zelí: Pourovo polopozdní a Pourovo pozdní. V roce 1960 přibyla ještě odrůda červeného zelí Pourovo červené. Všechny odrůdy předal Jaroslav Pour bezplatně státu. V dnešní době jsou všechny tři odrůdy registrovány u ÚKZÚZ a jsou obsaženy i v Společném katalogu odrůd druhů zeleniny zemí EU.

## Význam
Dobrovodské zelí je významným tradičním regionálním produktem. Je vyhledávanou surovinou pro výrobu kysaného zelí tradiční recepturou, kdy se do zelí přidává jen sůl a kmín a nechá se zkvasit. Mnoho domácností v okolí Dobré Vody si kupuje krouhané zelí a doma si ho sami nakládají.
Úřad průmyslového vlastnictví eviduje slovní ochrannou známku ve znění "Dobrovodské kysané zelí" s datem práva přednosti 19. června 2006 pod číslem 290276 pro firmu Zemědělské družstvo Podchlumí Dobrá Voda.
17. září 2008 byla výrobku Dobrovodské kysané zelí bílé a červené udělena regionální známka "PODKRKONOŠÍ regionální produkt".
V soutěži "Potravina a potravinář roku 2009 Královéhradeckého kraje" se Dobrovodské kysané zelí umístilo na 1. místě v kategorii "Zelenina, ovoce a ostatní výrobky" a na 12. místě celkově.